# Impossible Mission 2
Impossible Mission 2 est un jeu vidéo de plate-forme développé par Novotrade et édité par Epyx en 1988. Il est aussi sorti sur Amiga, Amstrad CPC, Atari ST, Commodore 64, DOS, NES et ZX Spectrum. Il s'agit de la suite directe de Impossible Mission (1984) et en reprend le principe, tout en le développant.

## Trame
Le joueur incarne l'agent secret 4125 chargé de stopper avant la fin du compte à rebours le professeur Elvin Atombender qui souhaite détruire le monde. Pour cela, il doit pénétrer la forteresse de ce dernier, composée de neuf tours ; l'accès aux tours est à chaque fois protégé par une porte fortifiée et le joueur doit en trouver le mot de passe ; par ailleurs, l'accès à la dernière tour n'est possible qu'en assemblant un total de six morceaux de musique formant ainsi le mot de passe de la neuvième tour.

## Système de jeu

### Principe
Impossible Mission 2 est un jeu de plate-forme standard, le joueur se déplace de tableaux en tableaux (pas de défilement) à la recherche des informations qui lui permettront d'obtenir l'accès aux autres tours ainsi qu'aux morceaux de musiques qui lui permettront d'accéder à la dernière tour.
Les tours sont séparées par des couloirs comportant une porte blindée ne s'ouvrant qu'à l'insertion du bon mot de passe ; et chaque tour est formée de salles disposées les unes au-dessus des autres et accessibles par un élévateur.
Chacune des tours est basée sur un thème différent : informatique, automobiles, bureaux...

### Ennemis
Différents robots parcourent la base du professeur Atombender, perturbant ainsi l'évolution du joueur :
- Robot de sécurité, il est capable de tirer sur le joueur en utilisant des lasers, mais sur une courte distance.
- Robot de maintenance, il peut pousser le joueur le précipitant ainsi dans des trous mortels.
- Robot kamikaze, se précipite sur le joueur dans le but de le tuer en explosant
- Robot mineur, dépose des mines mortelles
- Robot peste, inoffensif, ce robot reste perturbant par le fait qu'il se déplace tout le temps, modifiant ainsi la disposition des élévateurs et des systèmes mit en place par le joueur.

Le joueur a pour sa défense la possibilité d'immobiliser temporairement les robots (en utilisant les ordinateurs de la base), mais il peut également poser des bombes et des mines (ce qui permet de créer des trous dans le sol ou de détruire les robots).
Par l'intermédiaire d'ordinateurs, il peut également prendre le contrôle de certains robots.

## Postérité
Le jeu est l'une des entrées de l'ouvrage Les 1001 jeux vidéo auxquels il faut avoir joué dans sa vie.